# Аремешть
Аремешть, Аремешті (рум. Arămești) — село у повіті Нямц в Румунії. Входить до складу комуни Бахна.
Село розташоване на відстані 266 км на північ від Бухареста, 37 км на південний схід від П'ятра-Нямца, 72 км на південний захід від Ясс.

## Населення
За даними перепису населення 2002 року у селі проживали 44 особи, усі — румуни. Усі жителі села рідною мовою назвали румунську.